# Marian Bănuță
Marian Alexandru Bănuță (n. 13 august 1986) este un fotbalist român care evoluează la clubul francez Angoulême CFC.